# Topcliffe Castle
Topcliffe Castle (auch als Maiden Bower bekannt) wurde kurz nach der Eroberung Englands 1066 n. Chr. durch den Normannen William de Percy († vor 1099) erbaut, der weitreichende Ländereien in North Yorkshire in Besitz nahm. Im 14. Jahrhundert wurde die Motte durch eine Befestigung namens „Cock Lodge“ ersetzt.
Topcliffe liegt am Zusammenfluss von River Swale und Cod Beck und damit an einer in vorindustrieller Zeit wichtigen Wasserstraße, die den Ort über die Flüsse Urie und Ouse mit der Hauptstadt York verband. Percy hatte die Invasion Englands durch Wilhelm den Eroberer unterstützt, indem er zurückblieb und die Normandie sicherte. Percy kam 1067 in England an und erhielt Besitz in Leconfield, Spofforth und Topcliffe.

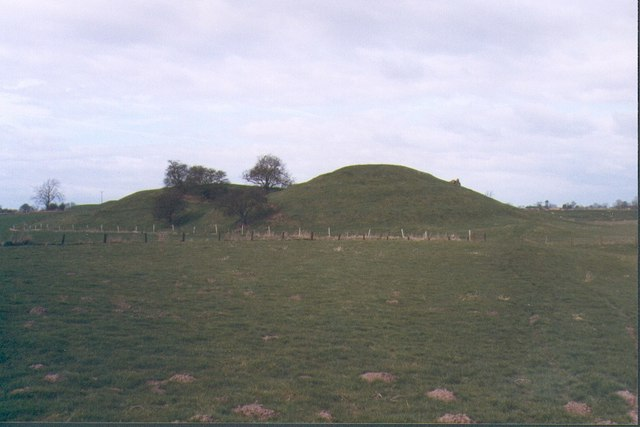
Topcliffe Castle

Die ursprüngliche Burg am Zusammenfluss von Swale und Cod Beck bot auf drei Seiten durch ausgedehnte Sümpfe natürlichen Schutz. Die Motte befand sich am östlichen Ende eines Sporns. Ursprünglich war sie mit einer Holzpalisade und einem Holzturm gekrönt. Ein D-förmiger Bailey (Vorhof), der durch einen tiefen Graben getrennt war, erstreckte sich nach Nordwesten und umgab ein Gebiet von etwa einem Morgen.

## Cock Lodge
Zu Beginn des 14. Jahrhunderts wurde Maiden Bower durch eine neue Burg ersetzt. Cock Lodge war eine fünfseitige Festung, die sieben Hektar umfasste und das Gebiet nordwestlich der ehemaligen Burg einnahm. Sie wurde durch einen Erdwall geschützt, der zumindest an der Ostseite von einem Graben umgeben war. Ursprünglich beherbergte das Innere in der Nordwestecke das Herrenhaus und die dazugehörigen Gebäude.

## Spätere Geschichte
Im 14. Jahrhundert hatte die Familie Percy ihren Grundbesitz erheblich erweitert und 1309 erwarben sie den zweitgrößten Adelssitz Englands Alnwick Castle, der zum Familiensitz wurde. Topcliffe wurde von der Familie bis Ende des 15. Jahrhunderts periodisch genutzt. Das Ausmaß seiner Befestigung zu diesem Zeitpunkt ist ungewiss. Im Jahr 1489 stürmte ein wütender Mob das Gelände und ermordete Henry Percy, 4. Earl of Northumberland, im Zuge der Yorkshire Rebellion 1489, einer lokalen Revolte als Reaktion auf die Steuererhöhungen der Krone.